# A 80 nap alatt a Föld körül Willy Foggal epizódjainak listája
Ez a lap a 80 nap alatt a Föld körül Willy Foggal című sorozat epizódjait mutatja be.

## A tartalom epizódjai
| |                      |  |     |  |  |
| Cím | Első vetítés         |  | #   |  |  |
| |                      |  |     |  |  |
| The Wager | 1983. augusztus 1.   |  | 101 |  |  |
| A fogadás | 1987. április 7.     |  | 101 |  |  |
| Willy Fog felfogadja, Rigodont az inasának (továbbá Tico-t is, de Fog erről nem tud). Fog a Reform klubban elolvas egy cikket, miszerint a közlekedés többet fejlődött az évtizedek során. Hogy bebizonyíthassa klubtársainak, velük 20 ezer fontban fogad, hogy képes körülutazni a Földet, 80 nap alatt. Eközben Rowen rendőrfelügyelő, Dix felügyelő, és Bully megtudja, hogy egy szemtanú szerint Willy Fog rabolta ki a Bank of England-et. Bemutatkozik a részben: Willy Fog, Rigodon, Tico, Lord Guinness, Ralph, Rowen felügyelő, Dix, Bully, Sullivan, Wesson, Farrel, Johnson |                      |  |     |  |  |
| |                      |  |     |  |  |
| Bon Voyage | 1983. augusztus 2.   |  | 102 |  |  |
| Az indulás | 1987. április 14.    |  | 102 |  |  |
| Fog, Rigodon, és Tico elindulnak, hogy 80 nap alatt megkerüljék a Földet. Ezalatt Fog klubtársa Mr. Sullivan felfogadja Transfer-t, az álcázás mesterét, hogy szabotálja Willy föld körüli útját. Továbbá Dix és Bully is követi őket. Bemutatkozik a részben: Transfer Transfer álcázása: fiatal hölgy |                      |  |     |  |  |
| |                      |  |     |  |  |
| The Mysterious Mademoiselle | 1983. augusztus 3.   |  | 103 |  |  |
| Egy viharos út | 1987. április 21.    |  | 103 |  |  |
| Willy Fog Párizsba érkezik, s Transfer francia hölgynek álcázva magát, el akarja téríteni Fog-ékat, hogy lekéssék a vonatot. Végül Transfer-t lerázva, a hintó mégis eljut a pályaudvarra. Mr. Fog számára kiderül, hogy Tico-t is felfogadta a szolgálatába. Transfer álcázása: francia hölgy |                      |  |     |  |  |
| |                      |  |     |  |  |
| The Temple of Doom | 1983. augusztus 4.   |  | 104 |  |  |
| Willy Fog kerestetik | 1987. április 28.    |  | 104 |  |  |
| Suez-ba érkezve, Transfer ellopja Mr. Fog útlevelét, s egy romos templomban rejti el. Rigodon és Tico mindent megtesznek, hogy megtalálják azt. Bemutatkozik a részben: Korn dandárparancsnok Transfer álcázása: régiségkereskedő, szellem |                      |  |     |  |  |
| |                      |  |     |  |  |
| The Counterfeit | 1983. augusztus 5.   |  | 105 |  |  |
| Willy Fog és a kísértet | 1987. május 5.       |  | 105 |  |  |
| Mikor Willy Fog és társai Indiába hajóznak, összetársulnak Corn dandártábornokkal, aki kísérőjükké válik az úton. Eközben Transfer legújabb terve szerint, Mr. Fog-nak álcázva szabotálni akarja Willy útját. Transfer álcázása: Willy Fog |                      |  |     |  |  |
| |                      |  |     |  |  |
| Bombay Adventure | 1983. augusztus 6.   |  | 106 |  |  |
| Kaland a pagodában | 1987. május 12.      |  | 106 |  |  |
| Transfer ismét Mr. Fognak álcázva magát szabotálni akarja az utat azzal, hogy Rigodon-t és Tico-t a Bombay-i hegyre csalja. Ők kíváncsiságból lemennek a pagodába, ahol szentégtörést tesznek, de megússzák a dolgot és sikerül elmenekülniük. A kaland során Rigodon elveszti a kalapját. Eközben Dix és Bully véletlenül a Fog-nak álcázott Transfer-t akarják letartóztatni, ám később megtudják, hogy összetévesztették a két embert. Transfer álcázása: Willy Fog |                      |  |     |  |  |
| |                      |  |     |  |  |
| The End of the Line | 1983. augusztus 7.   |  | 107 |  |  |
| A Calcuttai-expressz | 1987. május 19.      |  | 107 |  |  |
| Willy Fog és társai balszerencséjére megtudják, hogy a vasútvonalat, melyen Indián haladnak át, nem fejezték be. Az út folytatására megpróbálnának valami más módot keresni. Egy elefántra, és párszijára találnak, akik azonban nem akarják elvinni őket Allahabad-ba. Kihasználva ezt a helyzetet Transfer, leüti az elefánt gazdáját, majd a párszinak álcázva magát megpróbálja Willy Fog-ékat eltéríteni a dzsungelben. Bemutatkozik a részben: Koa gazdája (párszi) Transfer álcázása: Koa gazdája |                      |  |     |  |  |
| |                      |  |     |  |  |
| The Deadly Jungle | 1983. augusztus 8.   |  | 108 |  |  |
| Veszedelem a dzsungelben | 1987. május 26.      |  | 108 |  |  |
| Transzfer megpróbálja elhagyni Willy Fog-ot és társait (közben rossz irányba térítve), hogy a dzsungelben rekedjenek. Velük együtt ő is a dzsungelben rekedt, míg Fog és társai továbbhaladnak az elefánttal. Transfer álcázása: Koa gazdája |                      |  |     |  |  |
| |                      |  |     |  |  |
| The Remarkable Rescue of Romy | 1983. augusztus 9.   |  | 109 |  |  |
| Romy megmentése | 1987. június 2.      |  | 109 |  |  |
| Willy Fog-ék egy templomba érkeznek, ahol Romy hercegnőt fel akarják áldozni a szektások Káli istennőnek. Mr. Fog, és társai meg akarják menteni a hercegnőt. Először a templomba akarnak betörni, majd felveszik a küzdelmet a szektásokkal. Végül sikerül megmenteni a hercegnőt. Bemutatkozik a részben: Romy |                      |  |     |  |  |
| |                      |  |     |  |  |
| A Present for Parsi | 1983. augusztus 10.  |  | 110 |  |  |
| Ajándék a párszinak | 1987. június 9.      |  | 110 |  |  |
| Az utazók a dzsungelből menekülvén összefutnak a párszival, és sikerül vele eljutniuk Allahabad-ba. Mikor a városba érkeznek Fog átadja a pénzt a párszinak. Romy pedig elmeséli az utazóknak élettörténetét. Végül Mr. Fog úgy dönt, hogy elviszi Romy-t hongkongi rokonaihoz. Utolsó megjelenés: Korn dandárparancsnok, Koa gazdája (párszi) |                      |  |     |  |  |
| |                      |  |     |  |  |
| Guilty as Charged | 1983. augusztus 11.  |  | 111 |  |  |
| Rigodon kalapja | 1987. június 16.     |  | 111 |  |  |
| Amikor Mr. Fog és társai megérkeznek Kalkuttába, Rigodon-t és Tico-t letartoztatják, amiért megszentségtelenítették a Bombay-i templomot (Kaland a pagodában). Willy Fog ottmarad a bírósági eljáráson, hogy kiszabadítsa barátait. Végül óvadék letétele által Mr. Fog megmenti Tico-t, Rigodon-t, akinek még elveszett kalapját is sikerül visszaszereznie. Transfer álcázása: indiai ezredes |                      |  |     |  |  |
| |                      |  |     |  |  |
| Shipwreck | 1983. augusztus 12.  |  | 112 |  |  |
| Vihar a kínai tengeren | 1987. június 23.     |  | 112 |  |  |
| Romy keresi az évek óta nem látott nagybátyját és nagynénjét, még Hongkongba is követi őket, Willy Fog-gal és társaival együtt. De végül sajnos a Hongkongba tartó hajót elkapja a tájfun. Transfer álcázása: a hajó egyik alkalmazottja |                      |  |     |  |  |
| |                      |  |     |  |  |
| The Butler's Dilemma | 1983. augusztus 13.  |  | 113 |  |  |
| Rigodon bekapja a horgot | 1987. június 30.     |  | 113 |  |  |
| Romy megtudja, hogy a nagybátyja és nagynénje meghalt, ezért Mr. Fog-gal akar tartani Angliába. Dix felügyelő azonban Hongkongba akarja tartatni Fog-t, mivel ez a földrész az utolsó brit felségterület, ahol letartóztatja őt. Ezért Rigodon segítségét kéri. Később Transzfer Dix-nek álcázva, elaltatja Rigodon-t és Tico-t, s egy idegen a hajó fedélzetére csempészi őket. Transfer álcázása: Dix felügyelő |                      |  |     |  |  |
| |                      |  |     |  |  |
| En Route for Yokohama | 1983. augusztus 14.  |  | 114 |  |  |
| Kalandos út Yokohamába | 1987. július 7.      |  | 114 |  |  |
| Miután Transzfer Dix-nek álcázva elaltatta Rigodon-t és Tico-t, a Carnatic-ra csempészte, majd a hajó munkásának álcázva dolgoztatni akarja őket. Közben Fog Hongkongban marad, s Romy-val új hajót keresnek, hogy eljuthassanak Japánba, és megkeressék eltűnt társaikat. Transfer álcázása: a hajó egyik főnöke |                      |  |     |  |  |
| |                      |  |     |  |  |
| Akita's Circus | 1983. augusztus 15.  |  | 115 |  |  |
| Az Akita cirkusz | 1987. július 14.     |  | 115 |  |  |
| Rigodon és Tico Yokohamában maradnak, s egy helyen, ahol elszállásolták őket, munkát ajánlanak nekik az Akita Cirkuszban. Ekkoriban érkezik Mr. Fog, és Romy Japánba, ahol társaikat akarják felkeresni. Transfer álcázása: a hajó egyik főnöke, késdobáló a cirkuszban |                      |  |     |  |  |
| |                      |  |     |  |  |
| Hawaiian Party | 1983. augusztus 16.  |  | 116 |  |  |
| Kitérő Hawaiiba | 1987. július 21.     |  | 116 |  |  |
| Mr. Fog és társai San Franciscóba utaznak a Grant Tábornok nevű hajón. Ám Transfer szabotálja az utat azzal, hogy a hajó vízkészletét eltünteti. Ezért a hajónak kitérőt kel tennie Hawaii-n, hogy feltölthessék vízkészleteiket. Azt azonban csak akkor tehetik meg, ha meggyógyítják Kaula hercegnőt. Ám ha nem gyógyítják meg, akkor az utasoknak egytől-egyig meg kell halniuk. Bemutatkozik a részben: A Grand Captain kapitánya Transfer álcázása: a hajó egyik pincére |                      |  |     |  |  |
| |                      |  |     |  |  |
| A Trip in a Balloon | 1983. augusztus 17.  |  | 117 |  |  |
| Utazás léggömbbel | 1987. július 28.     |  | 117 |  |  |
| Transzfer felgyújtja a Grant Tábornok vitorláját, ezért a hajó Mexikóba kénszerül újabb kitérőt tenni. Ám Mr. Fog szerencséjére egy hőlégballon és irányítója Manolo érkezik a hajó közelébe. Fog megveszi a ballont, majd felújítja társaival, plusz a két rendőrrel, akik később egy másik ballonnal csatlakoztatva, követik őket, mí Transzfer egy saját hőlégballonnal ered hőseink után. Utolsó megjelenés: A Grand Captain kapitánya Transfer álcázása: a hajó egyik pincére |                      |  |     |  |  |
| |                      |  |     |  |  |
| The Showdown | 1983. augusztus 18.  |  | 118 |  |  |
| A Pacific vasúton | 1987. augusztus 4.   |  | 118 |  |  |
| Mr. Fog és társai végre megérkeztek San Franciscóba, ahol a következő vonattal akarnak elindulni New Yorkba. Ezalatt a Szalonban szembe kell szállniuk egy vadnyugati bűnöző bandával. Transfer álcázása: bandita |                      |  |     |  |  |
| |                      |  |     |  |  |
| Moment of Truth | 1983. augusztus 19.  |  | 119 |  |  |
| A pánik | 1987. augusztus 11.  |  | 119 |  |  |
| Mr. Fog és a többiek New Yorkba vonatoznak. Transzfer szabotálni akarja Fog-ékat, először, bölényeket irányít át a vasúton, majd következő hidat képességtelenné teszi a vasút átkelésére. Ám Mr. Fog minden akadályt legyőz. Bemutatkozik a részben: Bullman-a Pacific vasúttársaság tulajdonosa, a Pacific mozdonyvezetője Transfer álcázása: hídellenőr |                      |  |     |  |  |
| |                      |  |     |  |  |
| Warpaint in the West | 1983. augusztus 20.  |  | 120 |  |  |
| Egy kockázatos döntés | 1987. augusztus 18.  |  | 120 |  |  |
| A vonatot megtámadják az amerikai indiánok, miközben Rigodon-t és Tico-t is elrabolják. Ezért Mr. Fog, Romy, Dix és Bully kénytelenek lesznek elhagyni a vonatot. Fog és Dix elindulnak megmenteni Rigodon-t és Tico-t. Utolsó megjelenés: Bullman-a Pacific vasúttársaság tulajdonosa, a Pacific mozdonyvezetője Transfer álcázása: indián |                      |  |     |  |  |
| |                      |  |     |  |  |
| A Very Special Train | 1983. augusztus 21.  |  | 121 |  |  |
| Egy egészen speciális jármű | 1987. augusztus 25.  |  | 121 |  |  |
| Miután Mr. Fog megmentette barátait, visszaérkeznek Romy-ékhoz. Ezután egy vonatvontatóval eljutnak a következő állomáshoz, de ott már nem találnak senkit sem. Majd felszállnak egy postakocsira, hogy eljuthassanak Omaha-ba. Ám Transfer betyárokkal szövetkezve, el akarja rabolni Fog-ékat. Transfer álcázása: bandita |                      |  |     |  |  |
| |                      |  |     |  |  |
| Below Zero | 1983. augusztus 22.  |  | 122 |  |  |
| Szelek szárnyán | 1987. szeptember 1.  |  | 122 |  |  |
| Mr. Fog hóakadály miatt nem tud vasúton tovább menni Buffalóba, ezért kénytelen szánkót venni, hogy továbbjuthassanak. Itt át kell kelniük a Nagy Tavakon, és a Niagara vízesésen. Eközben Tico megbetegszik, így menedéket kell keresniük míg fel nem épül. Végül azonban mégsem tudnak felszállni New Yorkból induló Chyna hajóra. |                      |  |     |  |  |
| |                      |  |     |  |  |
| Destination Liverpool | 1983. augusztus 23.  |  | 123 |  |  |
| Irány Liverpool | 1987. szeptember 8.  |  | 123 |  |  |
| Mivel Fog-ék nem szálltak fel a Chyna-ra, ezért a hajózási társaságoknál érdeklődnek. Sajnos nem találtak hajót, így Manhattan-n akarnak tovább keresni. Ott a Henrietta nevű teherhajóra szállnak fel, ami azonban csak Bordeaux-ba megy. Mr. Fog mégis azzal akar tovább menni. Miközben hőseink felszállnak a hajóra, Transfer szakácsnak álcázva felmegy a hajóra, aki ott akarná Willy Fog-ot mérgezni, az utazást szabotálva. De a mérgezett levest végül a hajó kapitánya eszi meg. Mr. Fog miután Liverpoolban ismer egy orvost, a kapitány a parancsnokságot Fog-nak adja, és az új útirány immáron Liverpool lesz. Bemutatkozik a részben: Andrew Speedi-a Henrietta kapitánya Transfer álcázása: a hajó szakácsa |                      |  |     |  |  |
| |                      |  |     |  |  |
| Fire Down Below | 1983. augusztus 24.  |  | 124 |  |  |
| Zendülés a Henriettán | 1987. szeptember 15. |  | 124 |  |  |
| Útban Liverpool felé, Transfer tönkreteszi a hajó vitorláját. De Fog megveszi a hajót, hogy fáját üzemanyagként alkalmazhassa. Végül csak a fémváz marad meg, ami egyre nehezebbé teszi az utazást. Transfer álcázása: a hajó szakácsa |                      |  |     |  |  |
| |                      |  |     |  |  |
| Last Train to London | 1983. augusztus 25.  |  | 125 |  |  |
| Willy Fog letartóztatása | 1987. szeptember 22. |  | 125 |  |  |
| Amint Mr. Fog megérkezik Liverpoolba, Dix letartóztatja a Bank of England kirablásának vádjával. Később kiderül, hogy az igazi tettest már régen letartóztatták, ezért Rowen gondoskodik, hogy hőseink időben érkezzenek a vissza Londonba. Ám végül megtudják, hogy elvesztették a fogadást. Utolsó megjelenés: Andrew Speedi-a Henrietta kapitánya, Rowen felügyelő Transfer álcázása: hintós |                      |  |     |  |  |
| |                      |  |     |  |  |
| What a Difference a Day Makes | 1983. augusztus 26.  |  | 126 |  |  |
| A végeredmény | 1987. szeptember 29. |  | 126 |  |  |
| Mr. Fog elvesztette a fogadást, s ezzel a vagyonát is, továbbá, amit utazása során elköltött. Fog eljegyzi Romy-t, mint a feleségét. Rigodon-t és Tico-t kéri meg, hogy gondoskodjanak 10 fontból az esküvőre. Útközben az apátságnál megtudják, hogy mégsem vesztették el a fogdadást, egy nappal korábban érkeztek, mint hitték. Mr. Fog-ot tájékoztatva, elindulnak a Reform Klubba, hogy odaérjenek a kijelölt időpontra. Utolsó megjelenés: Willy Fog, Romy, Rigodon, Tico, Transfer, Sullivan, Dix, Bully, Lord Guinness, Ralph, Wesson, Farrel, Johnson |                      |  |     |  |  |
| |                      |  |     |  |  |